# 친링산맥

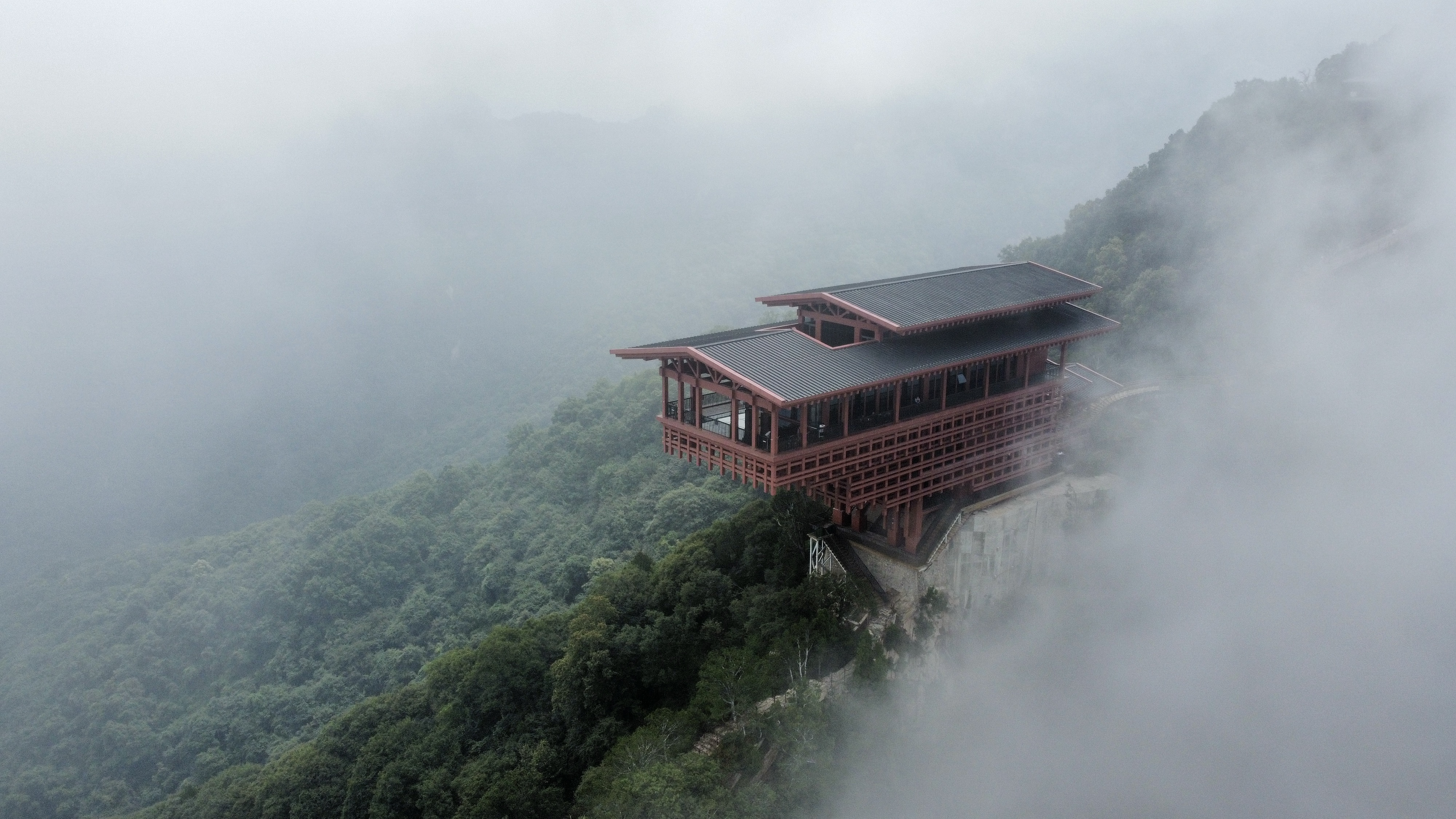

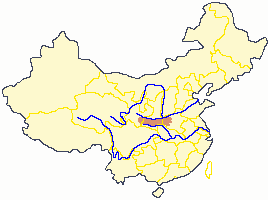
친링산맥의 위치

친링산맥(진령, 중국어 정체자: 秦嶺, 간체자: 秦岭)은 중국 산시성(陕西省)의 남부에 위치한 주요 산맥이다. 산맥은 중국 남북의 자연의 경계가 되며 수많은 식물들과 야생동물들이 서식한다.
산맥의 북쪽 사면은 날씨가 추운 편이나 산맥의 물리적 장벽 덕분에 남쪽 사면은 아열대 기후로 풍요롭고 비옥하여 식물들과 야생동물들이 많이 서식한다. 산맥은 또한 북쪽에서의 유목민의 침입에 대항하는 천연의 방어물 역할을 해왔다. 1990년대 후반에 철도 터널이 완성되어 산맥을 통과해 여행하기가 쉬워졌다. 산맥에서 가장 높은 산은 타이바이산으로 해발고도는 3,767m이고 중국의 고도 시안에서 약 100 km 떨어져있다. 친링산맥은 회하과 함께 중국 남방인-북방인을 구분하는 지리적, 문화적 경계선이다.

## 같이 보기
- 잔도
- 화청지
- 치롄산맥